# Kieran Reilly
Kieran Reilly (n. 12 iulie 2001, Newcastle upon Tyne, Anglia, Regatul Unit) este un ciclist de performanță ce a reprezentat Regatul Unit al Marii Britanii și al Irlandei de Nord, medaliat olimpic. A participat la 1 ediție a Jocurilor Olimpice (2024) în care a câștigat 1 medalie de argint.

## Participări
Lista de mai jos prezintă principalele competiții la care a participat Kieran Reilly de-a lungul carierei.
- Ciclism la Jocurile Olimpice de vară din 2024 - Cursa masculină de freestyle